# Vasco Prado
Vasco Prado (Uruguayana, 16 de abril de 1914 - Porto Alegre, 9 de diciembre de 1998) fue un escultor y grabador brasileño. Es considerado uno de los escultores más importantes de Brasil y uno de los más influyentes de Río Grande del Sur.